# Virusul Langya
Virusul Langya a fost detectat pentru prima dată în provinciile chineze Shandong și Henan în decembrie 2018. La data de 8 august 2022, 35 de pacienți au fost găsiți pozitivi cu acest virus, Langya, LayV. 

## Principalele simptome
Persoanele testate, deja confirmate cu Langya, prezentau: febră, semne de oboseală, tuse, pierderea apetitului, dureri musculare, de cap, dar și stări de vomă. Persoanele infectate aveau antecedente cu animale. 

## Origine
Acest virus, Langya, face parte din familia henipavirus, prin care au fost identificate două specii: virusul hendra și virusul nipah. Aceste virusuri s-au aflat la originea celor mai grave și mortale boli. 

## Proveniență
Purtătorii virusului Langya, LayV, sunt chițcanii. Aceștia sunt animale insectivore care seamănă cu șoarecele, cu botul alungit, ochi mici și urechi ascunse în blană.
Bolile zoonotice, transmisibile de la animal la om, devin o problemă tot mai mare de sănătate mondială. Aceste boli provoacă numeroase virusuri, precum Coronavirus, Ebola și altele.